# Ambloma brachyptera
Ambloma brachyptera – gatunek motyli z rodziny Autostichidae i podrodziny Symmocinae.

## Taksonomia
Gatunek ten opisany został po raz pierwszy w 1908 roku przez Thomasa de Greya Walsinghama na łamach „Proceedings of the Zoological Society of London”. Jako lokalizację typową wskazano plażę w gminie Güímar w hiszpańskiej prowincji Santa Cruz de Tenerife.

## Morfologia i zasięg
Motyl osiągający około 9 mm rozpiętości skrzydeł. Głowę ma szarobiałą, o ciemnoszarobrązowych z białawymi nasadami czułkach i krótkich, odgiętych ku górze, sięgających wysokości ciemienia, białoszaro-ciemnoszarobrązowych głaszczkach wargowych. Tułów wraz z tegulami ma barwę szarawobiałą z szarawym nakrapianiem. Skrzydła przedniej pary są krótkie, gwałtownie ku nieco stępionemu wierzchołkowi zwężone. Ich tło jest szarawobiałe z wmieszanymi łuskami ciemnoszarymi i słabo zaznaczoną, ochrową plamką przed środkiem długości. Skrzydła tylne są znacznie krótsze od przednich, białawoszare. Strzępiny przednich skrzydeł są szarawobiałe, a tylnych jasnoszare. Odnóża są białawe, brązowoszaro opylone. Genitalia samca różnią się od tych u drugiego gatunku rodzaju, A. klimeschi, uwypukloną grzbietową powierzchnią zewnętrznej połowy walwy, nieco krótszymi płatami zawieszki oraz słabiej zakrzywionym edeagusem.
Owad palearktyczny, makaronezyjski, endemiczny dla Teneryfy w archipelagu Wysp Kanaryjskich. 